# Funzione di utilità HARA
In economia, una funzione di utilità HARA è caratterizzata dalla forma funzionale:
{\displaystyle u(x)={\frac {1-\gamma }{\gamma }}\left[{\frac {ax}{1-\gamma }}+b\right]^{\gamma },\ b>0}
La denominazione di tale classe di funzioni di utilità deriva dall'inglese Hyperbolic Absolute Risk Aversion (avversione assoluta al rischio iperbolica), a causa della forma funzionale del coefficiente di avversione al rischio assoluta ad esse associato:
{\displaystyle R_{A}(x)=-{\frac {u''(x)}{u'(x)}}=a\left({\frac {ax}{1-\gamma }}+b\right)^{-1}}
Per le loro proprietà di trattabilità e adattabilità a rappresentare diversi tipi di preferenze, le funzioni della classe HARA sono largamente utilizzate in microeconomia e in finanza.

## Classi di funzioni di utilità collegate
La forma funzionale delle funzioni della classe HARA è utilizzata soprattutto perché include, come casi particolari, classi di funzioni di utilità ampiamente utilizzate:
1. Utilità lineare: {\displaystyle \ u(x)=ax}; si ottiene dalla HARA passando al limite per {\displaystyle \gamma \rightarrow 1};
2. Utilità quadratica: {\displaystyle \ u(x)=-{\frac {1}{2}}\left(ax-b\right)^{2}}, si ottiene dalla HARA per {\displaystyle \gamma =2};
3. Utilità esponenziale negativa: {\displaystyle \ u(x)=-\exp(-ax)}, anche nota come funzione di utilità CARA, si ottiene dalla HARA passando al limite per {\displaystyle \gamma \rightarrow -\infty }, ponendo {\displaystyle b=1};
4. Utilità logaritmica: {\displaystyle \ u(x)=\ln(ax)}, si ottiene dalla HARA passando al limite per {\displaystyle \gamma \rightarrow 0}, ponendo {\displaystyle b=0}.

La funzione di utilità della classe potenza, o funzione di utilità CRRA, cavallo di battaglia della macroeconomia e dell'economia finanziaria, altro non è che una riparametrizzazione della funzione HARA.